# Needed Me
Needed Me è un singolo della cantante barbadiana Rihanna, pubblicato il 30 marzo 2016 come terzo estratto dall'ottavo album in studio Anti.
Incluso nella scaletta dell'Anti World Tour, il brano è stato capace di riscuotere un discreto successo commerciale a livello globale. In particolare, negli Stati Uniti d'America, esso si è collocato al 7º posto delle graduatorie, divenendo il ventinovesimo della cantante ad entrare nella top ten del Paese.

## Antefatti
Il 15 settembre 2014 il musicista statunitense Mustard ha rivelato che lui e Rihanna avrebbero collaborato a un brano per l'allora imminente ottavo album in studio della cantante, affermando che ha attirato l'attenzione d'entrambi, colpendo particolarmente l'artista barbadiana.
Il 29 marzo 2016, attraverso il proprio account Twitter, Rihanna ha confermato che Needed Me sarebbe stato estratto in contemporanea con Kiss It Better il giorno successivo negli Stati Uniti d'America. Il singolo è inoltre il secondo nato dalla collaborazione tra la cantante e Mustard: i due infatti avevano precedentemente collaborato in Pour It Up, estratto da Unapologetic.

## Descrizione
Needed Me è stato scritto da Rihanna stessa insieme a Brittany Hazzard, A. Sneed, Alicia Reneé, Charles Hinshaw, Derrus Rachel, Mustard, Twice as Nice e Frank Dukes; gli ultimi tre hanno inoltre ricoperto il ruolo di produttore del brano. Le registrazioni si sono tenute presso i Westlake Recording Studios di Los Angeles sotto la supervisione di Kuk Harrell, curatore della produzione vocale. La fase di missaggio è stata invece curata da Manny Marroquin presso i Larrabee Studios di Universal City, California, supportato da Chris Galland e Ike Schultz, mentre il mastering è stato realizzato da Chris Gehringer agli Sterling Sound Studios di New York.

## Video musicale
Verso la fine di marzo 2016 alcuni tabloid statunitensi avevano diffuso notizie riguardanti Rihanna alle prese con la registrazione del video del brano a Miami, tra una data e l'altra del suo Anti World Tour. Le immagini la ritraggono in due diversi momenti: nel primo, stagliata nella parte posteriore di una moto mentre indossa una tuta argentata, nel secondo indossante una sottoveste trasparente mentre ha in mano una pistola.
Il 20 aprile, in occasione dell'internazionale ricorrenza della festa annuale della marijuana, è stato pubblicato su YouTube il videoclip ufficiale della canzone, diretto da Harmony Korine, regista di culto statunitense noto per film grotteschi e pop sul disagio delle generazioni giovani, come Gummo (1998) e Spring Breakers - Una vacanza da sballo (2013). Il videoclip, proprio per via del suo aspetto cupo e tenebroso in cui si alternano scene di violenza e di sesso, è stato paragonato alla sovracitata pellicola del regista statunitense da gran parte della critica contemporanea.

## Tracce
Testi e musiche di Dijon McFarlane, Robyn Fenty, Nick Audino, Lewis Hughes, Khaled Rohaim, Te Warbrick, Adam Feeney, Brittany Hazzard, A. Sneed, Alicia Reneé, Charles Hinshaw e Derrus Rachel.
Download digitale
1. Needed Me – 3:11

Download digitale – Dance Remix
1. Needed Me (R3hab Remix) – 3:19
2. Needed Me (Salva Remix) – 3:59
3. Needed Me (W&W Remix) – 3:25
4. Needed Me (Attlas Remix) – 4:23
5. Needed Me (Cosmic Dawn Club Mix) – 5:21

## Classifiche

### Classifiche settimanali
| Classifica (2016)         | Posizione massima |
| ------------------------- | ----------------- |
| Australia                 | 44                |
| Austria                   | 71                |
| Belgio (Fiandre)          | 72                |
| Belgio (Vallonia)         | 59                |
| Canada                    | 25                |
| Francia                   | 94                |
| Germania                  | 57                |
| Irlanda                   | 47                |
| Italia                    | 46                |
| Nuova Zelanda             | 14                |
| Paesi Bassi               | 42                |
| Portogallo                | 21                |
| Regno Unito               | 38                |
| Repubblica Ceca           | 29                |
| Slovacchia                | 17                |
| Spagna                    | 79                |
| Stati Uniti               | 7                 |
| Stati Uniti (R&B/hip-hop) | 1                 |
| Svezia                    | 34                |
| Svizzera                  | 45                |
| Ungheria                  | 24                |

### Classifiche di fine anno
| Classifica (2016) | Posizione |
| ----------------- | --------- |
| Australia         | 96        |
| Canada            | 38        |
| Danimarca         | 95        |
| Italia            | 100       |
| Nuova Zelanda     | 38        |
| Paesi Bassi       | 86        |
| Regno Unito       | 72        |
| Stati Uniti       | 13        |
| Svezia            | 99        |
| Svizzera          | 90        |
| Ungheria          | 92        |